# Red Bull-Bora-hansgrohe/Saison 2025
Diese Liste beschreibt die Mannschaft und die Siege des Radsportteams Red Bull-Bora-hansgrohe in der Saison 2025.

## Mannschaft
| Teamkader 2025          | Teamkader 2025     | Teamkader 2025 | Teamkader 2025                            |
| Name                    | Geburtsdatum       | Land           | Vorheriges Team                           |
| ----------------------- | ------------------ | -------------- | ----------------------------------------- |
| Roger Adrià             | 18. April 1998     | Spanien        | Equipo Kern Pharma (2023)                 |
| Giovanni Aleotti        | 25. Mai 1999       | Italien        | Cycling Team Friuli ASD (2020)            |
| Nico Denz               | 15. Februar 1994   | Deutschland    | Team DSM (2022)                           |
| Finn Fisher-Black       | 21. Dezember 2001  | Neuseeland     | UAE Team Emirates (2024)                  |
| Alexander Hajek         | 19. Juli 2003      | Österreich     | Tirol KTM Cycling Team (2023)             |
| Emil Herzog             | 6. Oktober 2004    | Deutschland    | Hagens Berman Axeon (2023)                |
| Jai Hindley             | 5. Mai 1996        | Australien     | Team DSM (2021)                           |
| Oier Lazkano            | 7. November 1999   | Spanien        | Movistar Team (2024)                      |
| Florian Lipowitz        | 21. September 2000 | Deutschland    | Tirol KTM Cycling Team (2022)             |
| Filip Maciejuk          | 3. September 1999  | Polen          | Bahrain Victorious (2023)                 |
| Daniel Felipe Martínez  | 25. April 1996     | Kolumbien      | Ineos Grenadiers (2023)                   |
| Jordi Meeus             | 1. Juli 1998       | Belgien        | SEG Racing Academy (2020)                 |
| Gianni Moscon           | 20. April 1994     | Italien        | Soudal Quick-Step (2024)                  |
| Ryan Mullen             | 7. August 1994     | Irland         | Trek-Segafredo (2021)                     |
| Giulio Pellizzari       | 21. November 2003  | Italien        | VF Group-Bardiani CSF-Faizanè (2024)      |
| Laurence Pithie         | 17. Juli 2002      | Neuseeland     | Groupama-FDJ (2024)                       |
| Primož Roglič           | 29. Oktober 1989   | Slowenien      | Jumbo-Visma (2023)                        |
| Jan Tratnik             | 23. Februar 1990   | Slowenien      | Team Visma \| Lease a Bike (2024)         |
| Mick van Dijke          | 15. März 2000      | Niederlande    | Team Visma \| Lease a Bike (2024)         |
| Tim van Dijke           | 15. März 2000      | Niederlande    | Team Visma \| Lease a Bike (2024)         |
| Danny van Poppel        | 26. Juli 1993      | Niederlande    | Intermarché-Wanty-Gobert Matériaux (2021) |
| Alexander Wlassow       | 23. April 1996     | Russland       | Astana-Premier Tech (2021)                |
| Frederik Wandahl        | 9. Mai 2001        | Dänemark       | ColoQuick (2020)                          |
| Sam Welsford            | 19. Januar 1996    | Australien     | Team DSM-Firmenich (2023)                 |
| Ben Zwiehoff            | 22. Februar 1994   | Deutschland    |                                           |
| Jonas Koch              | 25. Juni 1993      | Deutschland    | Intermarché-Wanty-Gobert Matériaux (2021) |
| Anton Palzer            | 11. März 1993      | Deutschland    |                                           |
| Matteo Sobrero          | 14. Mai 1997       | Italien        | Team Jayco AlUla (2023)                   |
| Maxim Van Gils          | 25. November 1999  | Belgien        | Lotto Dstny (2024)                        |
|                         |                    |                |                                           |
| Quelle: ProCyclingStats |                    |                |                                           |

## Siege
| Siege    | Siege                      | Siege      | Siege  | Siege        | Siege |
| Datum    | Rennen                     | Staat      | Klasse | Sieger       |       |
| -------- | -------------------------- | ---------- | ------ | ------------ | ----- |
| 21. Jan. | Tour Down Under, 1. Etappe | Australien | 2.UWT  | Sam Welsford |       |
| 22. Jan. | Tour Down Under, 2. Etappe | Australien | 2.UWT  | Sam Welsford |       |
| 26. Jan. | Tour Down Under, 6. Etappe | Australien | 2.UWT  | Sam Welsford |       |

## UCI-Weltranglisten-Platzierungen
| UCI-Ranking | UCI-Ranking | UCI-Ranking | UCI-Ranking |
| Fahrer      | Fahrer      | Land        | Punkte      |
| ----------- | ----------- | ----------- | ----------- |